# Aelurillus conveniens
Aelurillus conveniens är en spindelart som först beskrevs av Pickard-Cambridge O. 1872.  Aelurillus conveniens ingår i släktet Aelurillus och familjen hoppspindlar. Inga underarter finns listade i Catalogue of Life.